# Responsabilité des instituteurs du fait de leurs élèves en France
La responsabilité des instituteurs du fait de leurs élèves est un type de responsabilité du fait d'autrui. Il s'agit de la situation dans laquelle un élève cause un dommage et engage dès lors la responsabilité délictuelle de l'instituteur.
Ce type de responsabilité est régi à l'article- 1242 du Code civil dont les 6e et 8e alinéas disposent que :
« Les instituteurs et les artisans, du dommage causé par leurs élèves et apprentis pendant le temps qu'ils sont sous leur surveillance. »
« En ce qui concerne les instituteurs, les fautes, imprudences ou négligences invoquées contre eux comme ayant causé le fait dommageable, devront être prouvées, conformément au droit commun, par le demandeur, à l'instance. »

Le nouvel article 1242 reprend à l'identique l'article 1384 ancien. 